# Рудбекия
Рудбе́кия (лат. Rudbéckia) — род однолетних, двулетних и многолетних травянистых растений семейства Астровые, или Сложноцветные (Asteraceae), включающий около 40 видов.
Естественная область распространения растений этого рода находится в Северной Америке, многие виды произрастают в прериях.
Некоторые виды культивируются как декоративные, часто дичают, распространены в Европе и Африке.

## Название
Первые поселенцы Северной Америки, обратив внимание на красивые цветки, ввели растение в культуру как декоративное и дали ему поэтичное название «Черноглазая Сюзанна» (англ. Black-eyed Susan), из-за тёмноокрашенных сердцевин соцветий. Семена через некоторое время попали в Европу, где растение получило дальнейшее распространение. Форма соцветия-корзинки, видимо, определила народное немецкое название — «Солнечная шляпа» (нем. Leuchtender Sonnenhut).
Современное научное название рода было дано Карлом Линнеем в честь шведских ботаников, отца Улофа Рудбека старшего и сына Улофа Рудбека младшего, последний был другом и учителем Линнея в Университете Уппсалы.
Слова Линнея о названии нового таксона, обращённые к Рудбеку:

Великий Рудбек! Для увековечивания славы имени твоего я назвал её «Rudbeckia», по власти всем ботаникам и, следовательно, и мне предоставленной. Она должна сделать имя твоё бессмертным и гласить о нём пред царями и князьями, пред ботаниками и врачами, пред всеми людьми, так что если мир весь умолкнет, то Рудбековы растения будут гласить о нём, доколе не пройдёт природа.
Садоводы порой применяют другой вариант написания названия рода на русском языке — «Рудбеккия». Например, часто используется название Рудбеккия пурпурная для обозначения растения Echinacea purpurea из другого близкого рода — Echinacea.

## Описание
Стебли простые или разветвлённые, высота растения от 50 см до 3 метров (у некоторых видов).
Листья от 5 до 25 см длиной, цельные или перисто-раздельные, иногда перисто-рассечённые, овальной или яйцевидной формы. В верхней части стебля листья сидячие, в нижней длинночерешковые.
Соцветия — крупные корзинки до 15 см в диаметре. Цветоложе сильно выпуклое, позднее цилиндрическое, с плёнчатыми острыми прицветниками.
Краевые цветки — язычковые бесплодные жёлтого или оранжевого цветов, серединные — трубчатые обоеполые от жёлтого до пурпурно-чёрного или коричневого цветов.
Плод — продолговатая семянка, иногда имеет небольшую коронку.

## Систематика
Некоторые источники объединяют этот род с близким родом Эхинацея (Echinacea).
Род принято делить на три секции: Dracopis, Macrocline и Rudbeckia.
Широкую известность получили, в первую очередь, культурные декоративные виды.

### Виды
sect. Dracopis
- Rudbeckia amplexicaulis Vahl — Рудбекия обхватывающая — однолетник

sect. Macrocline
- Rudbeckia laciniata L. typus[1] — Рудбекия рассечённая — на основе которого получен известный декоративный сорт 'Золотой шар'
- Rudbeckia nitida Nutt. — Рудбекия глянцевитая — послужил при получении многих гибридов

sect. Rudbeckia
- Rudbeckia fulgida Aiton — Рудбекия блестящая — послужил при получении многих гибридов
- Rudbeckia heliopsidis Torr. & A.Gray — Рудбекия солнцеглядная[4] — в культуре практически не встречается
- Rudbeckia hirta L. — Рудбекия волосистая — из этого вида получены многие декоративные сорта, считается символом Мэриленда с 1918 года
  - Rudbeckia hirta var. pulcherrima Farw. [syn.  Rudbeckia bicolor Nutt. — Рудбекия двухцветная]

#### Ботанические иллюстрации некоторых видов рудбекии
Из книги «Illustrated Flora of the Northern States and Canada» Н. Л. Бриттона и А. Брауна (1913)

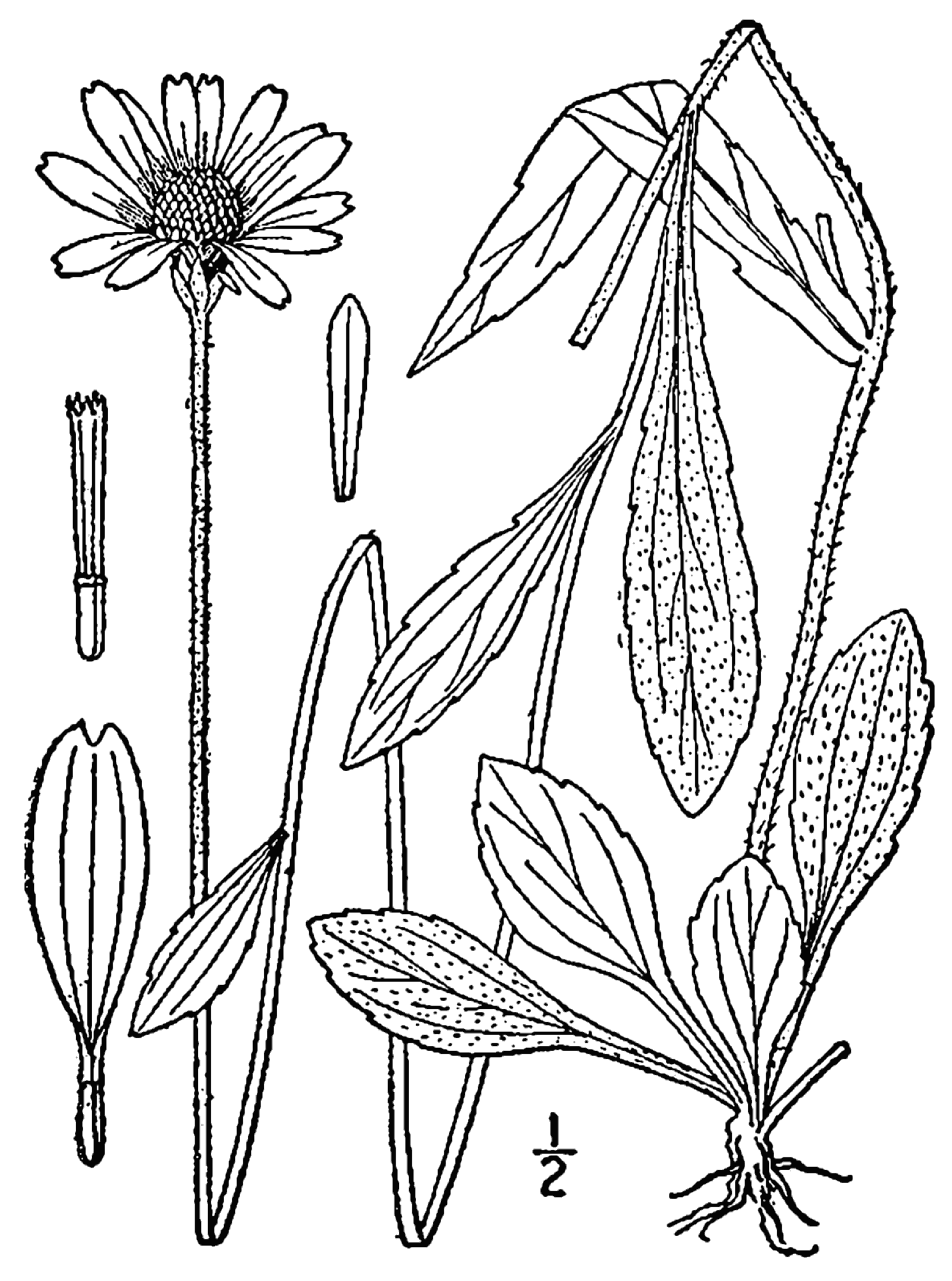
Rudbeckia fulgida
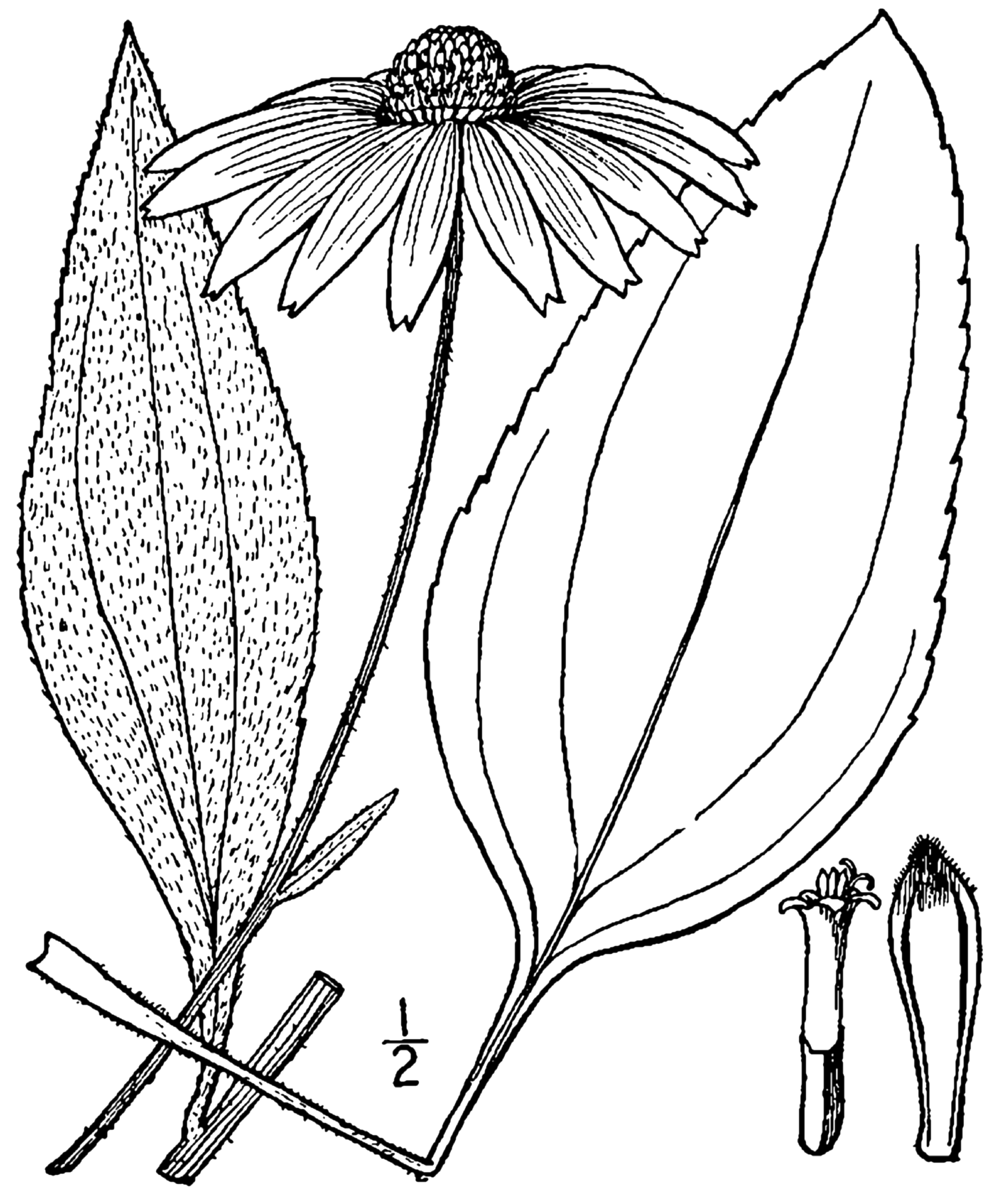
Rudbeckia grandiflora
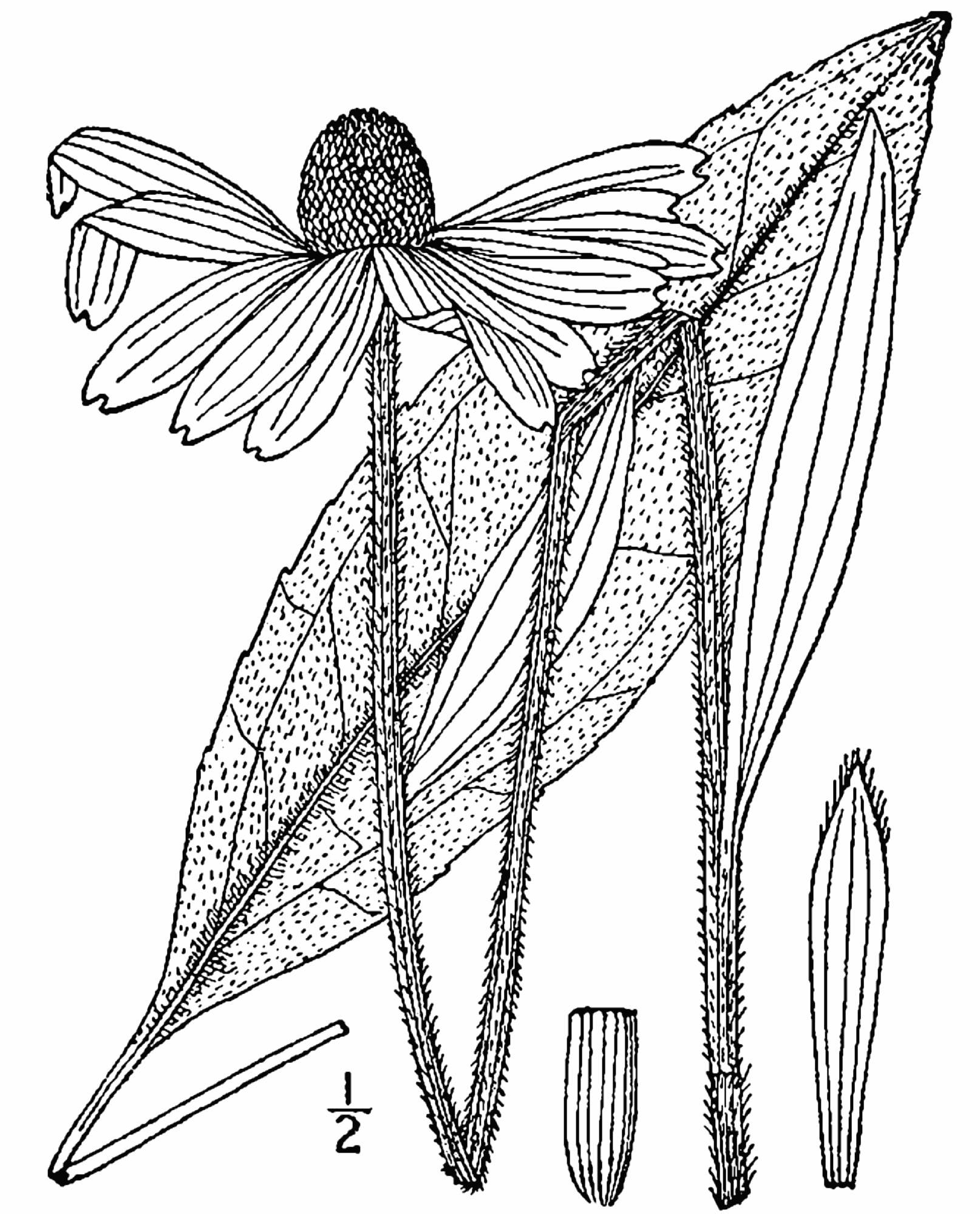
Rudbeckia hirta
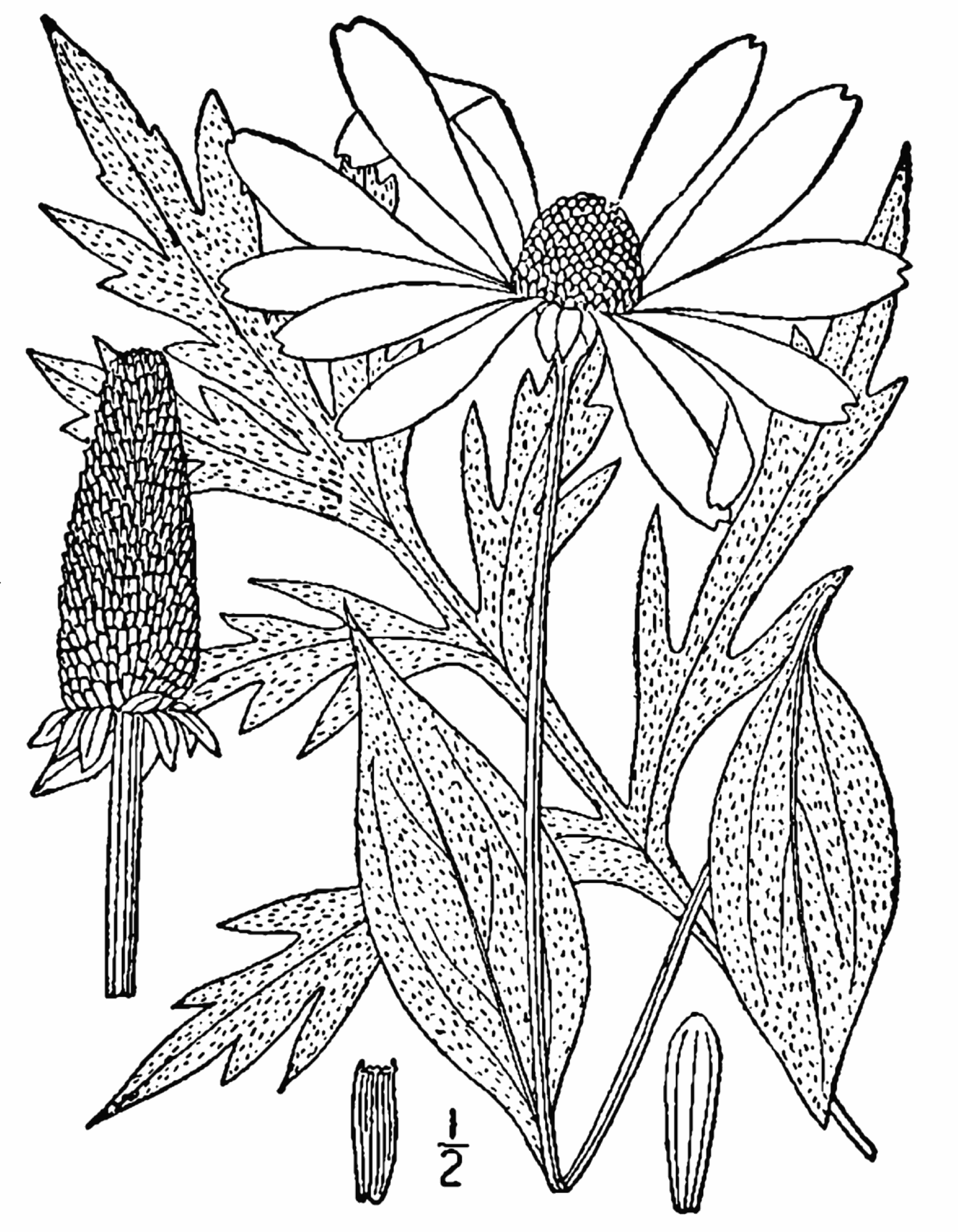
Rudbeckia laciniata
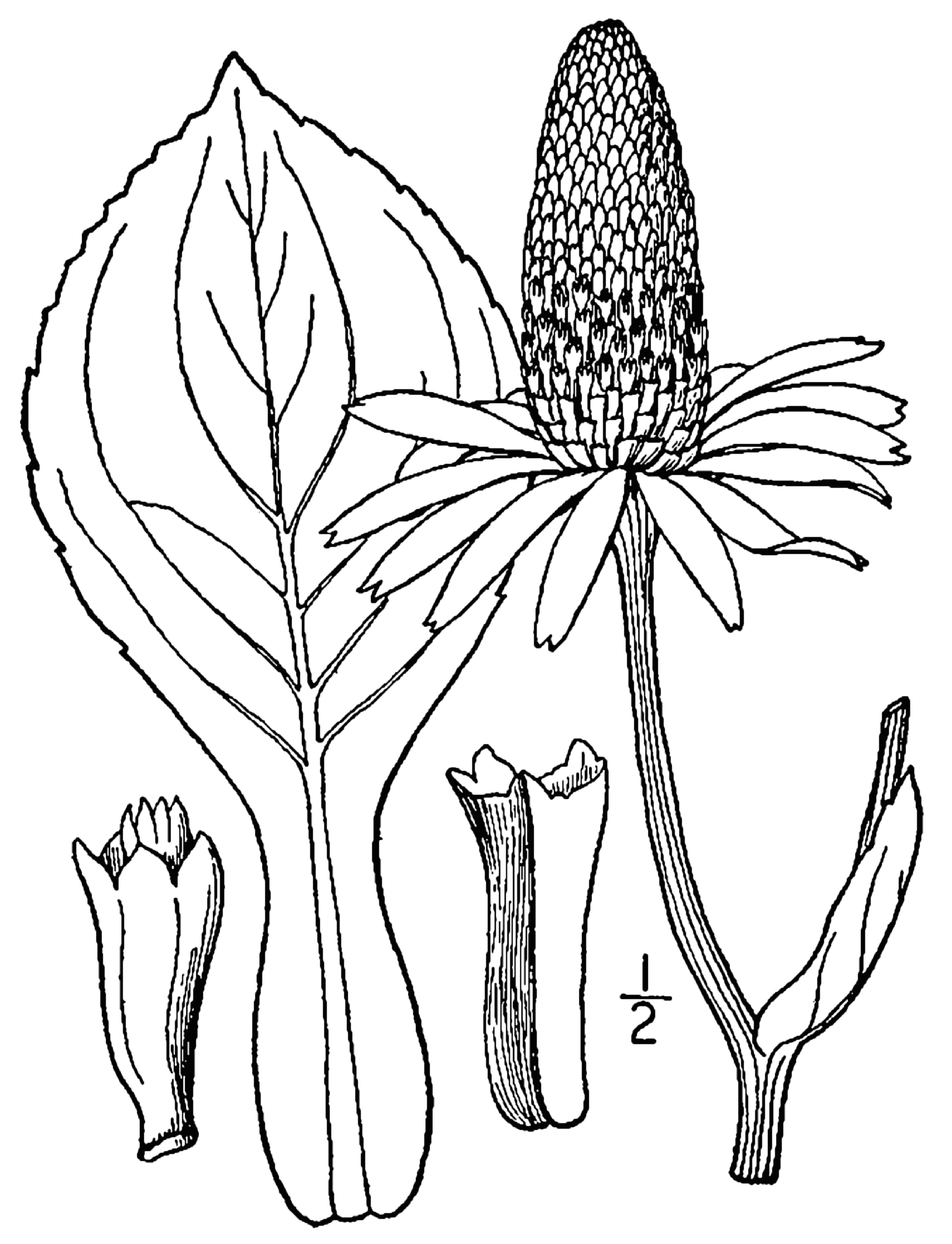
Rudbeckia maxima
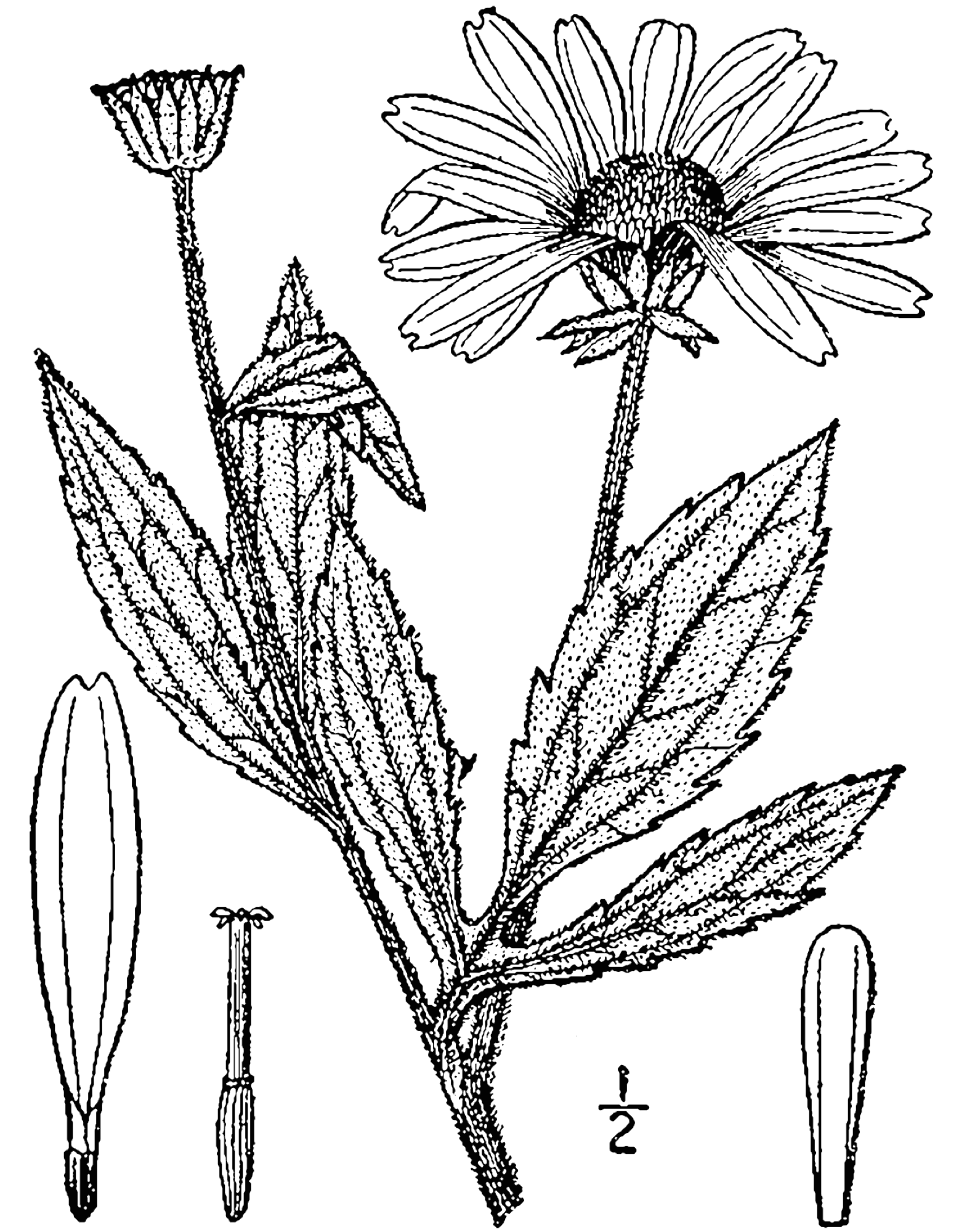
Rudbeckia subtomentosa
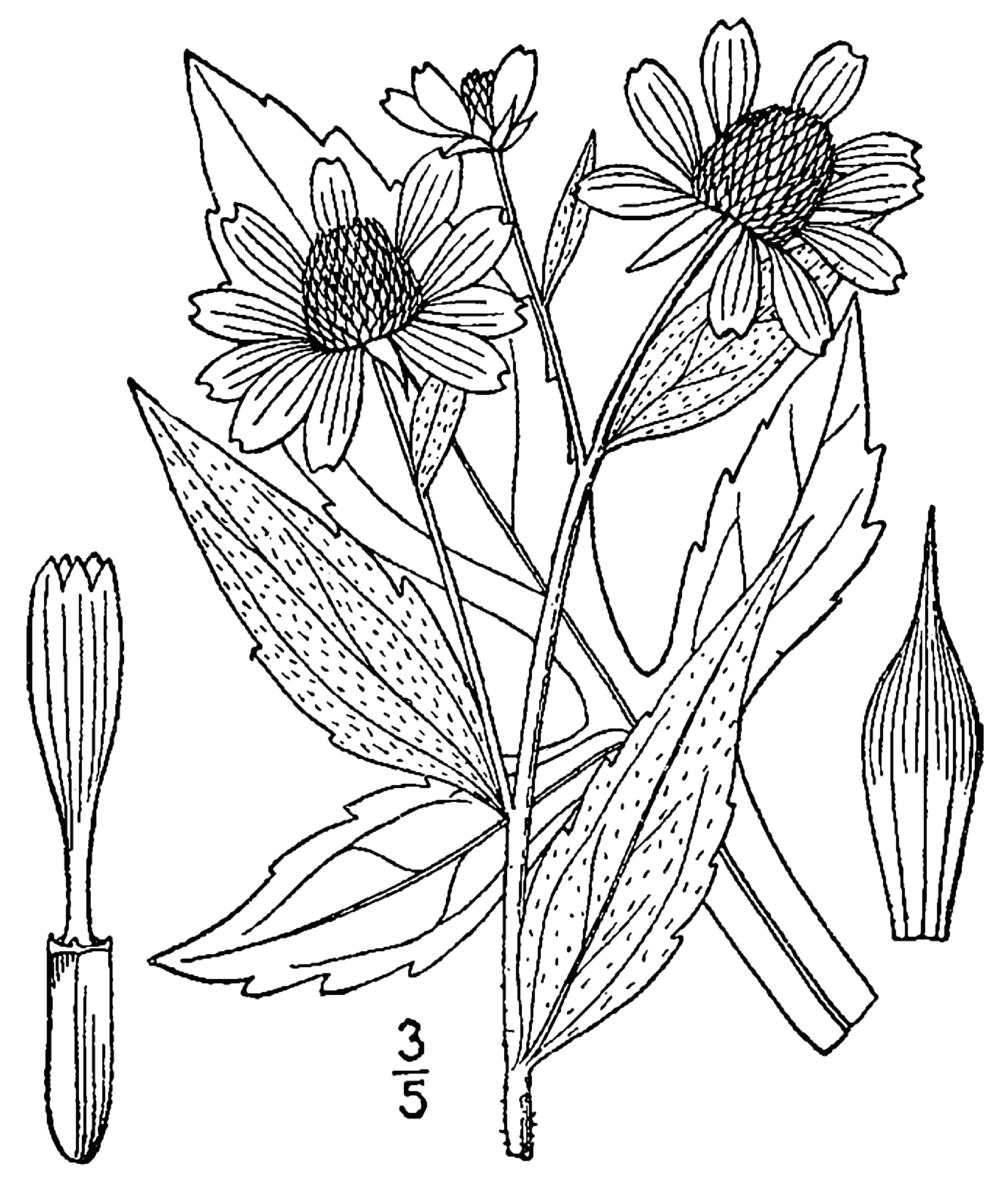
Rudbeckia triloba